# 655 Брізеїс
655 Брізеїс (655 Briseïs) — астероїд головного поясу, відкритий 4 листопада 1907 року.
Тіссеранів параметр щодо Юпітера — 3,241.